# Pellenes grammaticus
Pellenes grammaticus är en spindelart som beskrevs av Chamberlin 1925. Pellenes grammaticus ingår i släktet Pellenes och familjen hoppspindlar. Inga underarter finns listade i Catalogue of Life.